# Āhankotī
Āhankotī (persiska: آهَنكُتی) är en ort i Iran.   Den ligger i provinsen Mazandaran, i den norra delen av landet, 120 km nordost om huvudstaden Teheran. Āhankotī ligger 31 meter över havet och antalet invånare är 142.
Terrängen runt Āhankotī är platt.Runt Āhankotī är det ganska tätbefolkat, med 149 invånare per kvadratkilometer. Närmaste större samhälle är Āmol, 6,0 km sydost om Āhankotī. Trakten runt Āhankotī består till största delen av jordbruksmark.